# Langdolmen im Oreby Skov

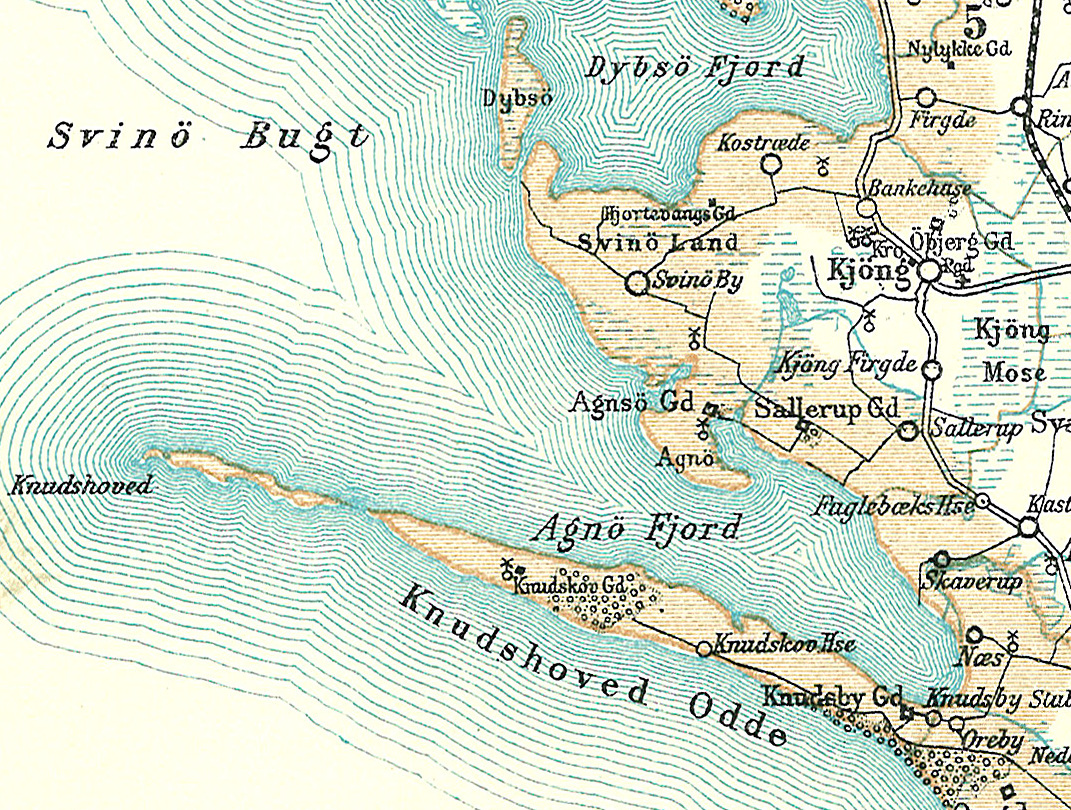
Der Oreby Wald liegt am Anfang der Halbinsel Knudshoved Odde

Der Langdolmen im Oreby Skov (dänisch Langdysse i Oreby Skov) liegt nördlich der Straße durch den Oreby Wald und westlich zweier Grabhügel der Bronzezeit.
Der Wald liegt am Anfang der Halbinsel Knudshoved Odde auf der dänischen Insel Seeland. Im Oreby Skov liegen sieben geschützte Denkmäler aus der Jungstein- und Bronzezeit, darunter ein Ganggrab und der Langdolmen. Er wurde im Jahr 1878 unter Schutz gestellt aber trotzdem weiter zerstört. Bekannt sind weder Funde noch andere Informationen. Die Megalithanlagen der Trichterbecherkultur (TBK) entstanden zwischen 3500 und 2800 v. Chr. 

## Beschreibung
Das lange Hünenbett ist Nord-Süd-orientiert. In der Mitte des nahezu vollständig ausgegrabenen Hügels, liegt die Ost-West orientierte Kammer eines Polygonaldolmens aus fünf Tragsteinen und einem großen Deckstein (in situ), von dem ein großes Stück abgesprengt ist und westlich der Kammer liegt. Der Zugang zur Kammer, die komplett vom Hügel umschlossen wurde, erfolgt durch einen schmalen Gang im Osten. 
Von außen gesehen war das Hünenbett im Oreby Wald ursprünglich ein rechteckiger, steingefasster Hügel von etwa zwei Metern Höhe. Die 27 erhaltenen Randsteine der Hügeleinfassung sind noch sichtbar, aber die meisten sind umgestürzt. Im Norden und Süden standen große Wächtersteine, auch „Stevensteine“ genannt. 
Der Wald ist Lebensraum für seltene Orchideen und den Käfer Osmoderma eremita.